# Parrocchie dell'arcidiocesi di Torino
Le parrocchie dell'arcidiocesi di Torino sono 347, per la gran parte localizzate nella città metropolitana di Torino e alcune nelle province di Asti e Cuneo.
Le parrocchie sono raggruppate in 64 unità pastorali, che a loro volta  formano 26 zone vicariali. Infine le zone vicariali e le unità pastorali sono raggruppate in 4 distretti pastorali, con l'area metropolitana torinese occupante il distretto centrale e gli altri tre denominati secondo i quattro punti cardinali: 
- distretto pastorale Torino città
- distretto pastorale Torino nord
- distretto pastorale Torino sud-est
- distretto pastorale Torino ovest.

La popolazione complessiva del territorio diocesano si aggira intorno ai 2.000.000 di abitanti (nel 2001 erano 2.143.843). 
Per facilità di ricerca le parrocchie sono elencate in ordine alfabetico all'interno dei quattro distretti. Il distretto Torino città è ulteriormente suddiviso in quartieri per facilitare l'identificazione della zona.

## Distretto pastorale Torino città
Centro
San Giovanni Battista - Cattedrale
Madonna degli Angeli
Madonna del Carmine
Sant'Agostino Vescovo
Santa Barbara Vergine e Martire
San Carlo Borromeo
San Dalmazzo Martire
San Francesco da Paola
San Massimo Vescovo di Torino
San Tommaso Apostolo
Santissima Annunziata
Cit Turin
Gesù Nazareno
Collinare
Assunzione di Maria Vergine - Reaglie
Gran Madre di Dio
Madonna Addolorata
Madonna del Pilone
Madonna del Rosario
Madonna di Fatima
Nostra Signora del Santissimo Sacramento
Sant'Agnese Vergine e Martire
San Grato in Mongreno
Santa Margherita Vergine e Martire
San Pietro in Vincoli
Santi Vito, Modesto e Crescenzia
Crocetta – San Salvario
Beata Vergine delle Grazie
Madonna di Pompei
Sacro Cuore di Gesù
Sacro Cuore di Maria
San Giorgio Martire
San Secondo Martire
Santa Teresa di Gesù Bambino
Santi Angeli Custodi
Santi Pietro e Paolo Apostoli
Lingotto – Mirafiori Sud
Assunzione di Maria Vergine - Lingotto
Beati Federico Albert e Clemente Marchisio
Immacolata Concezione e San Giovanni Battista
Patrocinio di San Giuseppe
San Giovanni Maria Vianney
San Luca Evangelista
San Marco Evangelista
Santa Monica
San Remigio Vescovo
Santi Apostoli
Visitazione di Maria Vergine e di San Barnaba
Barriera di Milano – Rebaudengo
Gesù Crocifisso e Madonna delle Lacrime
Gesù Operaio
Gesù Salvatore
Maria Ausiliatrice
Maria Regina della Pace
Maria Speranza Nostra
Risurrezione del Signore
San Domenico Savio
San Gioacchino
San Giuseppe Lavoratore
San Michele Arcangelo
San Pio X
Stimmate di S. Francesco d'Assisi
Parella – San Donato
Immacolata Concezione e S. Donato
La Visitazione
Madonna della Divina Provvidenza
Maria Regina delle Missioni
Sant'Alfonso Maria de' Liguori
Sant'Anna
Sant'Ermenegildo Re e Martire
Santa Giovanna d'Arco
Santa Maria Goretti
Pozzo Strada - Cenisia - Borgo San Paolo
Gesù Adolescente
Gesù Buon Pastore
Madonna della Guardia
Natività di Maria Vergine
Nostra Signora del Sacro Cuore di Gesù
San Benedetto Abate
San Bernardino da Siena
San Francesco di Sales
San Leonardo Murialdo
San Pellegrino Laziosi
Santa Rosa da Lima
Santa Rita – Mirafiori Nord
Ascensione del Signore
Gesù Redentore
La Pentecoste
Madonna delle Rose
Maria Madre della Chiesa
Maria Madre di Misericordia
Natale del Signore
San Giovanni Bosco
Sant'Ignazio di Loyola
Santa Rita da Cascia
Santissimo Nome di Maria
Spirito Santo (considerata in Mirafiori Nord, ma rientrante nella frazione Gerbido di Grugliasco)
Vallette – Madonna di Campagna - Vittoria
Gesù Cristo Signore
Madonna di Campagna
Nostra Signora della Salute
Sant'Ambrogio Vescovo
Sant'Antonio Abate
Santa Caterina da Siena
Santa Famiglia di Nazaret
San Giuseppe Benedetto Cottolengo
San Giuseppe Cafasso
San Paolo Apostolo
San Vincenzo de' Paoli
Santi Bernardo e Brigida
Trasfigurazione del Signore
Beato Pier Giorgio Frassati
Borgo Vanchiglia / Vanchiglietta – Regio Parco
Santa Croce
San Gaetano da Thiene
San Giacomo Apostolo
Santa Giulia Vergine e Martire
San Giulio d'Orta
San Grato in Bertolla
San Nicola Vescovo
Santissimo Nome di Gesù

## Distretto pastorale Torino Nord
Ala di Stura
San Nicola Vescovo
Balangero
S. Giacomo Apostolo
Barbania
San Giuliano Martire
Borgaro Torinese
Brandizzo
S. Giacomo Apostolo
Assunzione di Maria Vergine
Busano
S. Tommaso Apostolo
Cafasse
S. Grato Vescovo
Assunzione di Maria Vergine (Monasterolo Torinese)
Canischio
S. Lorenzo Martire
Cantoira
Santi Pietro e Paolo Apostoli
Casalborgone
S. Carlo Borromeo
Caselle Torinese
S. Maria e S. Giovanni Evangelista
Castagneto Po
S. Pietro Apostolo
Castiglione Torinese
Santi Claudio e Dalmazzo
Ceres
Assunzione di Maria Vergine
Chialamberto
Santi Filippo e Giacomo Apostoli
Cinzano
S. Antonio Abate
Cirié
Santi Giovanni Battista e Martino
S. Pietro Apostolo (Devesi)
Coassolo Torinese
Santi Nicola, Pietro e Paolo
Corio
S. Genesio Martire
S. Grato Vescovo (Benne)
Cuorgnè
S. Dalmazzo Martire
Favria
Santi Michele, Pietro e Paolo
Fiano
S. Desiderio Martire
Forno Canavese
Assunzione di Maria Vergine
Front
S. Maria Maddalena
Gassino Torinese
Santi Pietro e Paolo Apostoli
S. Michele Arcangelo (Bardassano)
Germagnano
Santi Grato e Rocco
Groscavallo
S. Maria Maddalena
Grosso
Santi Lorenzo e Stefano
Lanzo Torinese
S. Pietro in Vincoli
Lauriano
Assunzione di Maria Vergine
Leinì
Santi Pietro e Paolo Apostoli 
Lemie
S. Michele Arcangelo
Levone
S. Giacomo Apostolo
Mappano
Nostra Signora del Sacro Cuore di Gesù
Mathi
S. Mauro Abate
Mezzenile
S. Martino Vescovo
Monastero di Lanzo
Santi Anastasia e Giovanni Evangelista
Nole
S. Vincenzo Martire
Oglianico
SS. Annunziata e S. Cassiano
Pertusio
S. Lorenzo Martire
Pessinetto
Spirito Santo e ;S. Giovanni Battista
Prascorsano
S. Andrea Apostolo
Pratiglione
S. Nicola Vescovo
Rivalba
S. Pietro in Vincoli
Rivara
Santi Giovanni Battista e Bartolomeo
Rivarossa
S. Maria Maddalena
Robassomero
S. Caterina Vergine e Martire
Rocca Canavese
Assunzione di Maria Vergine
Salassa
S. Giovanni Battista
San Carlo Canavese
S. Carlo Borromeo
San Colombano Belmonte
S. Grato Vescovo
San Francesco al Campo
S. Francesco d'Assisi
San Maurizio Canavese
S. Maurizio Martire
SS. Nome di Maria (Ceretta)
San Mauro Torinese
S. Maria di Pulcherada
S. Benedetto Abate (Oltre Po) 
S. Anna (Pescatori)
Sacro Cuore di Gesù e Madonna del Carmine (Sambuy)
San Ponso
S. Ponzio Martire
San Raffaele Cimena
Sacro Cuore di Gesù e S. Raffaele
San Sebastiano da Po
S. Sebastiano Martire
Sciolze
S. Giovanni Battista
Settimo Torinese
S. Giuseppe Artigiano 
S. Maria Madre della Chiesa
S. Pietro in Vincoli
S. Vincenzo de' Paoli
S. Guglielmo Abate (Mezzi Po)
Traves
S. Pietro in Vincoli
Usseglio
Assunzione di Maria Vergine
Vallo Torinese
S. Secondo Martire
Valperga
S. Giorgio Martire
Varisella
S. Nicola Vescovo
Vauda Canavese
Santi Bernardo e Nicola
Villanova Canavese
S. Massimo Vescovo di Torino
Viù
S. Martino Vescovo
Volpiano
Santi Pietro e Paolo Apostoli

## Distretto pastorale Torino Sud-Est
Airasca
S. Bartolomeo Apostolo
Andezeno
S. Giorgio Martire
Aramengo (Asti)
S. Antonio Abate
Arignano
Assunzione di Maria Vergine e S. Remigio
Baldissero Torinese
S. Maria della Spina
Berzano di San Pietro (Asti)
Santi Pietro e Paolo Apostoli
Bra (Cuneo)
S. Andrea Apostolo
S. Antonino Martire
S. Giovanni Battista
Assunzione di Maria Vergine (Bandito)
Buttigliera d'Asti  (Asti)
S. Martino Vescovo
Cambiano
Santi Vincenzo e Anastasio
Candiolo
S. Giovanni Battista
Caramagna Piemonte (Cuneo)
Assunzione di Maria Vergine
Carignano
Duomo dei Santi Giovanni Battista e Remigio
Carmagnola
Santi Pietro e Paolo Apostoli
S. Maria di Salsasio (Borgo Salsasio)
S. Bernardo Abate (Borgo San Bernardo)
S. Giovanni Battista (Borgo San Giovanni)
Santi Michele e Grato (Borgo Santi Michele e Grato)
Assunzione di Maria Vergine e S. Michele (Casanova)
S. Luca Evangelista (Vallongo)
Casalgrasso (Cuneo)
S. Giovanni Battista
Castagnole Piemonte
S. Pietro in Vincoli
Castelnuovo Don Bosco (Asti)
S. Andrea Apostolo
Cavallerleone  (Cuneo)
Assunzione di Maria Vergine
Cavallermaggiore  (Cuneo)
S. Maria della Pieve e S. Michele
S. Lorenzo Martire (Foresto)
Maria Madre della Chiesa (Madonna del Pilone)
Cavour
S. Lorenzo Martire
Cercenasco
Santi Pietro e Paolo Apostoli
Chieri
S. Giacomo Apostolo
S. Giorgio Martire
S. Luigi Gonzaga
S. Maria della Scala
S. Maria Maddalena
Santa Famiglia di Nazaret (Pessione)
Cumiana
S. Maria della Motta
S. Maria della Pieve (Pieve)
S. Pietro in Vincoli (Tavernette)
Faule (Cuneo)
S. Biagio Vescovo e Martire
Garzigliana
Santi Benedetto e Donato
La Loggia
S. Giacomo Apostolo
Lombriasco
Immacolata Concezione di Maria Vergine
Marene  (Cuneo)
Natività di Maria Vergine
Marentino
Assunzione di Maria Vergine
Mombello di Torino
S. Giovanni Battista
Monasterolo di Savigliano  (Cuneo)
Santi Pietro e Paolo Apostoli
Moncalieri
Beato Bernardo di Baden (Borgo Aie)
Nostra Signora delle Vittorie (Borgo San Pietro)
S. Pietro in Vincoli (Moriondo)
S. Martino Vescovo (Revigliasco Torinese)
S. Maria di Testona (Testona)
S. Maria della Scala e S. Egidio
S. Vincenzo Ferreri (Borgo Mercato)
S. Giovanna Antida Thouret (Borgo San Pietro)
S. Matteo Apostolo (Borgo San Pietro)
S. Maria Goretti (Tetti Piatti)
SS. Trinità (Palera)
Moncucco Torinese (Asti)
S. Giovanni Battista
Montaldo Torinese
Santi Vittore e Corona
Moretta (Cuneo)
S. Giovanni Battista
Moriondo Torinese
S. Giovanni Battista
Murello (Cuneo)
S. Giovanni Battista
Nichelino
Madonna della Fiducia e S. Damiano
Maria Regina Mundi
S. Edoardo Re
SS. Trinità
Visitazione di Maria Vergine (Stupinigi)
None
Santi Gervasio e Protasio
Osasio
SS. Trinità
Pancalieri
S. Nicola Vescovo
Passerano Marmorito (Asti)
Santi Pietro e Paolo Apostoli
Pavarolo
S. Maria dell'Olmo
Pecetto Torinese
S. Maria della Neve
Pino Torinese
SS. Annunziata
Beata Vergine delle Grazie (Valle Ceppi)
Piobesi Torinese
Natività di Maria Vergine
Piscina
S. Grato Vescovo
Poirino
S. Maria Maggiore
Polonghera  (Cuneo)
S. Pietro in Vincoli
Racconigi  (Cuneo)
S. Maria e ; S. Giovanni Battista
Riva presso Chieri
Assunzione di Maria Vergine
Sanfrè (Cuneo)
Santi Pietro e Paolo Apostoli
Santena
Santi Pietro e Paolo Apostoli
Savigliano (Cuneo)
S. Andrea Apostolo
S. Giovanni Battista
S. Maria della Pieve
S. Pietro Apostolo
San Salvatore (San Salvatore)
Scalenghe
Assunzione di Maria Vergine e S. Caterina
Sommariva del Bosco  (Cuneo)
Santi Giacomo e Filippo Apostoli
Trofarello
Santi Quirico e Giulitta
S. Rocco (Valle Sauglio)
Vigone
S. Maria del Borgo e S. Caterina
Villafranca Piemonte
Santi Maria Maddalena e Stefano
Villastellone
S. Giovanni Battista
Vinovo
S. Bartolomeo Apostolo
S. Domenico Savio (Garino)
Virle Piemonte
S. Siro Vescovo

## Distretto pastorale Torino Ovest
Alpignano
S. Martino Vescovo
SS. Annunziata
Avigliana
S. Maria Maggiore
Santi Giovanni Battista e Pietro
S. Anna (Drubiaglio)
Beinasco
S. Giacomo Apostolo
S. Anna (Borgaretto)
Gesù Maestro (Fornaci)
Bruino
S. Martino Vescovo
Buttigliera Alta
S. Marco Evangelista
Sacro Cuore di Gesù (Ferriera)
Caselette
S. Giorgio Martire
Coazze
S. Maria del Pino
S. Giuseppe (Forno)
Collegno
S. Chiara Vergine
Sacro Cuore di Gesù (Savonera)
S. Giuseppe e S. Lorenzo Martire
Madonna dei Poveri (Borgata Paradiso)
Beata Vergine Consolata (Leumann)
S. Massimo Vescovo di Torino (Regina Margherita)
Druento
S. Maria della Stella
Giaveno
S. Lorenzo Martire
Beata Vergine Consolata (Ponte Pietra)
S. Giacomo Apostolo (Sala)
Givoletto
S. Secondo Martire
Grugliasco
S. Cassiano Martire
S. Francesco d'Assisi
S. Giacomo Apostolo
S. Maria
La Cassa
S. Lorenzo Martire
Orbassano
S. Giovanni Battista
Pianezza
Santi Pietro e Paolo Apostoli
Piossasco
S. Francesco d'Assisi , Santi Apostoli
Reano
S. Giorgio Martire
Rivalta di Torino
Immacolata Concezione di Maria Vergine
Santi Pietro e Andrea Apostoli
Rivoli
S. Bartolomeo Apostolo
S. Bernardo Abate
S. Maria della Stella
S. Martino Vescovo
S. Giovanni Bosco (Cascine Vica)
S. Paolo Apostolo (Cascine Vica)
Beata Vergine delle Grazie (Tetti Neirotti)
Rosta
S. Michele Arcangelo
San Gillio
S. Egidio Abate
Sangano
Santi Solutore, Avventore e Ottavio
Trana
Natività di Maria Vergine
Val della Torre
S. Donato Vescovo e Martire
S. Maria della Spina (Brione)
Valgioie
S. Giovanni Battista
Venaria Reale
Natività di Maria Vergine
S. Francesco d'Assisi
S. Gianna Beretta Molla (Gallo Praile)
S. Lorenzo Martire (Altessano)
Villarbasse
S. Nazario Martire
Volvera
Assunzione di Maria Vergine